# Stadt Wehlen (Schiff, 1925)
Der Raddampfer Stadt Wehlen wurde 1925 in der Schiffswerft Laubegast gebaut. Das Schiff wurde unter dem Namen Generalfeldmarschall von Mackensen mit der Baunummer 57 im Jahr 1916 auf Kiel gelegt. Namensgeber des Schiffes war August von Mackensen. Am 30. Mai 1925 wurde es unter dem Namen Stadt Wehlen in Dienst gestellt. Es war das zweite Schiff mit diesem Namen.

## Die Zeit nach der Indienststellung bis 1945
In Folge des Ersten Weltkrieges wurde der Bau 1916 eingestellt. Nach der Fusion der SBDG und der Neuen Deutsch-Böhmischen Elbschifffahrts-AG (NDBG) übernahm die NBDG 1923 den Schiffsrumpf. Die im Jahr 1923 neu gegründete Sächsisch-Böhmische-Dampfschiffahrt, Aktiengesellschaft (SBDA) kaufte 1925 den bis dahin im Loschwitzer Hafen liegenden Schiffsrumpf von der NBDG und baute ihn aus. Nach der Indienststellung als Oberdeckdampfer am 27. Mai 1925 fuhr das Schiff für die Sächsisch-Böhmische Dampfschiffahrt, Aktiengesellschaft (SBDA). Der ab 1926 übliche weiße Anstrich der Schiffe brachte ihr den Namen Weiße Flotte ein. Das Schiff verfügte über eine Dampfsteuermaschine und ein Ruderhaus. In der Größe ist das Schiff mit der heutigen Stadt Wehlen vergleichbar. Die Passagierzahl dürfte nach heutigen Maßstäben bei ca. 400 Plätzen liegen.
Im Winter 1927/28 erhielt das Schiff den weißen Anstrich.
Im Sommer 1943 erhielt die Stadt Wehlen wie alle Dampfer einen Tarnanstrich. Vom 29. Juli bis 4. August 1943 war das Schiff zu Evakuierungsmaßnahmen nach den Bombenangriffen in Hamburg eingesetzt. Über ihren weiteren Einsatz im Zweiten Weltkrieg ist nichts bekannt.

## Die Zeit nach 1945
Im Jahr 1946 wurde sie in den Bestand der neu gegründeten Sowjetischen Staatlichen Oderschiffahrts-AG (SOAG) eingegliedert und am 3. Juli 1946 als Reparationsleistung beschlagnahmt und in die Sowjetunion überführt. In der Schiffswerft in Roßlau oder der Schiffswerft in Aken wurden die Decksaufbauten und Radkästen entfernt, um auf dem Weg nach Stettin die niedrigen Brücken und engen Schleusen passieren zu können. Nach dem Weg über die Ostsee wurde das Schiff im Raum Leningrad als Transportschiff eingesetzt. Am 30. September 1947 wurde es von der (Камское речное пароходство [КРП]) Kama Flussschifffahrts Gesellschaft übernommen und am 2. April 1948 in Кефаль umbenannt. Zum Einsatz kam es auf der Kama. Am 26. Oktober 1962 wurde es außer Dienst gestellt und im (Пермский завод «Вторчермет») Perm-Werk "Vtorchermet" abgewrackt.

## Die Dampfmaschine
Die Dampfmaschine war eine schräg liegenden Hochdruck-Zweizylinder-Verbund-Dampfmaschine mit Einspritzkondensation. Gebaut wurde sie, wie auch der Zwei-Flammrohr-Zylinderkessel, von der WUMAG, Abteilung Übigau mit der Bau-Nr. 1774. Die Leistung betrug 180 PS. Der Dampfkessel hatte 11 bar Dampfdruck.